# Lahuari Bahlaz
Lahuari Bahlaz (Orán, 12 de marzo de 1979) es un atleta paralímpico argelino que compite en atletismo adaptado en la categoría F32. Bahlaz se especializa en el lanzamiento de disco y clava, ganando dos medallas de bronce en los Juegos Paralímpicos de Verano de 2012 en Londres.

## Carrera deportiva
Bahlaz comenzó a entrenar como atleta profesional a la edad de 30 años. Su primera gran competencia internacional fue en el Campeonato Mundial de Atletismo IPC 2011 en Christchurch. Allí participó en dos pruebas de atletismo: el lanzamiento de clava y de disco, ganando en ambas disciplinas la medalla de oro y estableció un nuevo récord mundial de 20.30m en el último. Luego siguió representando a Argelia en los Juegos Paralímpicos de Verano de 2012 de Londres, compitiendo nuevamente en el lanzamiento de clava F31/32/52 y de disco F32-24. En Londres igualó su récord mundial de distancia en el disco, pero Wang Yanzhang de China (F34) y Hani Alnakhli de Arabia Saudita (F33) le derrotaron en el tercer lugar con récords mundiales. Bahlaz se llevó su segunda medalla de bronce de los Juegos Paralímpicos con un lanzamiento de 36,31 m y se perdió la medalla de oro por 7 puntos. 
Continuó su carrera deportiva en 2013 con otro exitoso Campeonato Mundial de Atletismo Paralímpico, venciendo a Wang y Alnakhli en el disco para retener su medalla de oro. También defendió con éxito su título de lanzamiento de clava para salir de Lyon con dos medallas de oro.